# Mada'in Saleh
Mada'in Saleh (arabsko مدائن صالح, madā'in Ṣāliḥ) imenovano tudi Al-Hijr ali Hegra, je predislamsko arheološko najdišče v Al-`Ula, znotraj regije Al Madinah, v Saudovi Arabiji. Večina ostankov je iz obdobja Nabatejskega kraljestva (1. stoletje). Lokacija je najjužnejše in največje naselje kraljestva za Petro, prestolnic kraljestva. Prav tako lahko najdemo sledi lihijanitske in rimske okupacije pred in po vladanju Nabatejcev.
Koran postavlja naselitev območja s Tamudi v času Saleha (prerok predislamske Arabije), med Noetom in Hudom na eni strani in Abrahamom in Mojzesom na drugi strani. Po islamskem besedilu je Tamude kaznoval Alah za njihove idolatrije, da jih je prizadel potres in bliskanje. Tako je mesto pridobilo ugled kot prekleti kraj - podobo, ki jo poskuša nacionalna vlada premagati, saj želi razviti Mada'a Saleh za potrebe turizma.
Leta 2008 je UNESCO uvrstil Mada'in Saleh kot seznam svetovne dediščine in postal prva svetovna dediščina Saudove Arabije. Izbran je bil zaradi dobro ohranjenih ostankov Nabatejskega kraljestva iz pozne antike, zlasti 131 skalnatih monumentalnih grobnic z razkošno okrašenimi fasadami.

## Ime
Njegova dolga zgodovina in številne kulture, ki so zasedale območje, so dale več imen. Najzgodnejše se zdi da je Hegra. Sedanji naziv pomeni 'mesto Saleha', ki se nanaša na koranskega preroka Saleha. Ime Al-Hijr (arabsko الحجر 'skalnato mesto') je bilo uporabljeno tudi kor aluzijo na topografijo.

## Lokacija
Arheološko najdišče Mada'in Saleh leži 20 km severno od mesta Al-`Ula, 400 km severozahodno od Medine in 500 km jugovzhodno od Petre v Jordaniji. Najdišče je na planoti, ob vznožju bazaltnega platoja, ki tvori del gorovja Hijaz. Zahodni in severozahodni deli mesta so nasičeni z vodo, ki jo je mogoče doseči na globini 20 m. Lega je pomembna za puščavsko pokrajino, ki jo zaznamujejo izdanki peščenjaka različnih velikosti in višin.

## Zgodovina

### Obdobje Saliha in Tamudov
Po islamskem izročilu je bil do tretjega tisočletja pr. n. š. Al-Hijr že naseljen s plemenom Tamudi, ki je izklesalo strukture v skalo. Pleme je izvajalo idolatrijo, prevladovalo pa je zatiranje. Salih, kateremu se pogosto pripisuje ime mesta 'Mada'in Salih', se imenuje Thamudis. Thamudis ni upošteval opozorila in namesto tega ukazal Salehu, naj pozabi nosečo kameljo boginjo na gori. In tako jo je Alah poslal ljudem na pobočju gore, kot dokazilo o božanski Salehovi misiji,. Vendar je le manjšina upoštevala njegove besede. Neverniki so ubili sveto kamelo namesto skrbi za to, kot je bilo povedano in tele je teklo nazaj na goro, od koder je prišla in kričalo. Tamudi so določili tri dni, preden so kaznovali, ker niso verjeli in niso upoštevali opozorila. Saleh in njegovi monoteistični privrženci so zapustili mesto, druge pa je Alah kaznoval - njihove duše so zapustile njihova telesa sredi potresa in bliskanja.

### Obdobje Lihijcev
Arheološke sledi jamske umetnosti na peščenjaku in epigrafske napise, ki jih strokovnjaki štejejo za lihijsko pisavo, so našli na vrhu Atlebove gore blizu Mada'in Saleha in so datirani v 3. in 2. stoletje pred n. št., kar kaže na zgodnjo človeško naselitev območja, saj so imeli dostopen vir sladke vode in plodna tla . Naselje Lihijcev je postalo trgovsko središče za blago z vzhoda, severa in juga.

### Nabatejsko obdobje
Obsežno naselje nastalo v 1. stoletju n. št., ko je vladal nabatejski kralj Areta IV. Filopatris (Al-Harith IV) (9 pr. n. št. - 40. n. št.), ki je ustanovil Mada'in Saleh kot drugo prestolnico kraljestva, po Petri na severu. Prostor je doživel veliko urbanizacijsko gibanje in ga spremenilo v mesto. Značilna je bila nabatejska skalna arhitektura, saj je bila geologija Mada'in Saleha odlična podlaga za klesanje spomenikov in naselbin in z nabatejsko pisavo popisane njihove fasade. Nabatejci so razvili tudi oazno kmetijstvo s kopanjem vodnjakov in zbiralnikov za deževnico v skali in vklesanih mestih v peščenjakovih izdankih. Podobne strukture so se pojavljale tudi v drugih naselbinah Nabatejcev, od južne Sirije (regije) do severa, in na jug do Negeva in do neposrednega območja Hedžasa. Najvidnejša in največja med njimi je Petra.
Na križišču trgovanja je obstajalo Nabatejsko kraljestvo, ki je imelo monopol za trgovanje z kadilom, miro in začimbami. Mada'in Saleh, ki se je med Nabatejci imenoval Hegra, se je povezal s pristaniščem Egram Kome ob Rdečem morju in dosegel vrhunec kot glavno počivališče na glavni trgovski poti sever-jug.

### Rimsko obdobje
Leta 106 je bilo Nabatejsko kraljestvo priključeno v Rimsko cesarstvo. Hedžas, ki je obsegal Hegro, je postal del rimske province Arabije (Arabia Petraea).
Regija Hidžaz je bila leta 106 vključena v rimsko pokrajino Arabijo. Nedavno je bil odkrit monumentalni rimski epigraf iz leta 175-177 v al-Hijrju (takrat imenovan "Hegra" in zdaj Mada'in Saleh).
Trgovska pot se je od osi sever-jug po Arabskem polotoku preusmerila na pomorske poti po Rdečem morju. Tako je Hegra kot trgovsko središče začela nazadovati, kar je pripeljalo končno do opustitve. Zaradi pomanjkanja kasnejšega dogajanja in na podlagi arheoloških študij, so strokovnjaki domnevali, da je mesto v pozni antiki izgubilo vse svoje urbane funkcije (predvsem zaradi procesa dezertifikacije). Nedavno so odkrili dokaze, da so Trajanove rimske legije zasedle Mada'in Salih v severovzhodni Arabiji, kar je povečalo rimsko provinco Arabia Petraea.
Zgodovina Hegre, od upada rimskega imperija do nastanka islama v časih Mohameda, še ni znana. Potniki in romarji so jo sporadično omenjali v naslednjih stoletjih ko so hodili v Meko. Hegra je služila kot postaja vzdolž romarske poti za ljudi, ki so izvajali hadž, ker je zagotavljal zaloge in vodo. Med zapisi je opis popotnika Ibn Battute iz 14. stoletja, ki je opazil rdeče kamnite grobnice Hegre, ki so jo takrat imenovali "al-Hijr". Vendar tam ni omenil človeških dejavnosti.

### Osmansko obdobje
Osmansko cesarstvo je leta 1517 priključilo zahodno Arabijo iz Mameluškega sultanata. V zgodnjih osmanskih poročilih o cesti hadž med Damaskom in Meko, Mada'in Saleh ni omenjen do leta 1672, ko je turški popotnik Evlija Čelebi zapisal, da je karavana prešla skozi kraj imenovan »Abyar Saleh«, kjer so bili ostanki sedem mest. Popotnik Murtada ibn 'Alawan jo je spet omenil kot počivališče na poti, imenovani »al-Mada'in«. Med letoma 1744 in 1757 je bila na al-Hijrju zgrajena utrdba na ukaz turškega guvernerja Damaska, As'ad Pasha al-Azma. Prav tako je bil zgrajen zbiralnik, ki je dobila veliko vrtino v trdnjavi, saj je bila tukaj enodnevna postaja za romarje hadža, kjer so lahko kupovali blago, kot so datlji, limone in pomaranče. Bila je del serije utrdb, zgrajenih za zaščito romarske poti v Meko.

#### 19. stoletje
Po tem, ko je leta 1812 švicarski raziskovalec Johann Ludwig Burckhardt odkril Petro, je Charles Montagu Doughty, angleški popotnik, slišal podobno o lokaciji blizu Mada'in Saleha, utrjenega osmanskega mesta na cesti hadž iz Damaska. Za dostop do lokacije se je Doughty pridružil karavani in leta 1876 prišel do mesta ruševin, ki ga je opisal v svojem dnevniku objavljenem kot Travels in Arabia Deserta. Doughty je opisal osmansko trdnjavo, kjer je prebival dva meseca in opozoril, da so beduinska plemena imela stalen tabor zunaj stavbe.
V 19. stoletju so obstajali zapisi, da so vodnjake in oazno kmetijstvo Al-Hijr občasno uporabljali naseljenci iz bližnje vasi Tayma. To se je nadaljevalo vse do 20. stoletja, ko je bila po nalogu osmanskega sultana Abdula Hamida II., zgrajena Hedžaška železnica (1901-08) med Damaskom in Jeruzalemom na severozahodu ter Medino in Meko in s tem olajšanje romarske poti do slednje in politično in gospodarsko utrditev osmanske uprave centrov islamske vere. Za vzdrževanje lokomotiv ter pisarne in spalnice za železniško osebje je bila zgrajena postaja severno od Al-Hijrja. Železnica je zagotovila večjo dostopnost do lokacije. Vendar pa je bilo to uničeno v lokalnem uporu med prvo svetovno vojno. Kljub temu so se na mestu še naprej izvajale arheološke raziskave in to do ustanovitve kraljevine Saudove Arabije v 1930-ih do 1960-ih. Železniška postaja je bila prav tako obnovljena in ima zdaj 16 stavb in več kosov železniškega voznega parka.
Do konca 1960-ih je vlada Saudove Arabije oblikovala program za uvedbo sedentarnega življenjskega sloga nomadskih plemen beduinov, ki živijo na tem območju. Predlagano je, da se naselijo na al-Hijr, ponovno uporabijo že obstoječe vodnjake in kmetijske značilnosti lokacije. Vendar je uradna identifikacija al-Hijrja kot arheološkega najdišča leta 1972 pripeljala do preselitve beduinov proti severu izven meje območja. To je vključevalo tudi razvoj novih kmetijskih zemljišč in sveže izkopanih vodnjakov, s čimer se je ohranilo stanje Al-Hijra.

## Trenutni razvoj
Čeprav je bila lokacija Al-Hijr razglašena za arheološki zaklad v začetku 1970-ih, je bilo od takrat opravljenih le nekaj preiskav. Prepoved čaščenja predmetov / artefaktov je povzročila samo minimalne arheološke dejavnosti s slabo vsebino. Ti konzervativni ukrepi so bili olajšani v začetku leta 2000, ko je Savdova Arabija povabila ekspedicije za izvajanje arheoloških raziskav v okviru prizadevanj vlade za pospeševanje varstva kulturne dediščine in turizma. Arheološko najdišče je bilo leta 2008 razglašeno za območje svetovne dediščine Unesca.

## Arhitekture
Nabatejsko mesto Hegra je bilo zgrajeno okoli stanovanjskega območja in njegove oaze v 1. stoletju. Izdanki peščenjaka so bili izklesani za potrebe nekropole. Skupaj so ohranjena štiri nekropolska območja, na katerih je bilo na fasadah razstavljenih 131 kamnitih grobnic, ki so razširjene na 13,4 km.
| Nekropola          | Lega          | Obdobje izgradnje | Pomembne lastnosti |
| ------------------ | ------------- | ----------------- | --- |
| Jabal al-Mahjar    | sever         | ni informacij     | Grobnice so bile vklesane na vzhodni in zahodni strani štirih vzporednih izdankov kamnin. Okrasje na fasadi je majhno |
| Qasr al walad      | ni informacij | 0–58 n. št.       | Vključuje 31 grobnic, okrašene z lepimi napisi, kot tudi umetniškimi elementi, kot so ptice, človeški obrazi in domišljijska bitja. Vsebuje najbolj monumentalne kamnite vklesane grobnice, vključno z največjo fasado, ki meri 16 m v višino.         |
| Območje C          | jugovzhod     | 16–61 n. št.      | Sestavljen je iz enega izoliranega izdanka, ki vsebuje 19 vklesanih grobnic Na fasadah ni izrezljanih ornamentov. |
| Jabal al-Khuraymat | jugozahod     | 7–73 n. št.       | Največji od štirih, ki je sestavljen iz številnih izdankov, ločenih s peščenimi območji; le osem izdankov je razkrilo grobnice, skupaj 48. Slaba kakovost peščenjaka in izpostavljenost prevladujočim vetrom sta povzročila slabo stanje večine fasad. |

Tudi nemonumentalne grobnice, ki jih je skupaj 2000, so del kraja. Nadaljnje opazovanje fasad kaže na družbeni položaj pokopane osebe - velikost in okrasitev strukture odražata bogastvo osebe. Nekatere fasade so imele plošče nad vhodom, ki so vsebovale informacije o lastnikih grobnic, verskem sistemu in zidarjih, ki so jih izklesali. Mnoge grobnice kažejo na vojaški čin, kar je vodilo arheologe, da bi lahko mesto nekoč bila vojaška baza Nabatejcev, namenjena zaščiti trgovinskih dejavnosti naselja.
Nabatejsko kraljestvo ni bilo le na križišču trgovine, ampak tudi kulture. To se odraža v različnih motivih fasadnih dekoracij, izposojanju slogovnih elementov iz Asirije, Fenicije, Egipta in helenistične Aleksandrije, skupaj z domačim umetniškim slogom. Rimske dekoracije in latinske napise so prav tako našli na grobnicah, ko je ozemlje osvojilo Rimsko cesarstvo. V nasprotju z izdelanimi zunanjimi deli so notranjosti skalnatih struktur preproste.
V severovzhodnem delu območja se nahaja religiozno območje, znano pod imenom Jabal Ithlib. Domneva se, da je bilo prvotno posvečeno nabatejeskemu božanstvu Dušari. Ozki hodnik, dolg 40 metrov med visokimi skalami spominja na Sik v Petri in vodi v dvorano Divan, muslimanske senatne zbornice ali sodišča. Majhna verska svetišča z napisi so bila vklesana v skale v bližini.
Stanovanjski prostor se nahaja na sredini planote, daleč od izvirov. Primarni gradbeni material za hiše in obodne stene je bila opeka posušena na soncu. Nekaj ostankov stanovanjskega območja obstaja.
Vodo zagotavlja 130 vodnjakov, ki so v zahodnem in severozahodnem delu mesta, kjer je bila podtalnica na globini le 20 m. V skalo so bili vrezani vodnjaki s premeri od 4 do 7 m, nekateri, izkopani v mehkejšem materialu so ojačani s tršim peščenjakom.

## Pomen
Arheološko najdišče Al-Hijr leži v sušnem okolju. Suha klima, odsotnost ponovne naselitve po tem ko je bil kraj opuščen in prevladujoča lokalna prepričanja o kraju, to vse je omogočilo izredno stanje ohranitve Al-Hijra, ki zagotavlja obsežno sliko načina življenja Nabatejcev. Menijo, da označuje južni obseg Nabatejskega kraljestva. Oazno kmetijstvo Al-Hijra in obstoječi vodnjaki kažejo nujne prilagoditve ljudi v danem okolju. Njegova izrazito ločena lokacija je drugo največje naselje, ki dopolnjuje bolj znane arheološke najdbe Petre v Jordaniji. Lokacija mesta na križišču trgovanja ter različni jeziki, scenariji in umetniški slogi, ki se odražajo v fasadah monumentalnih grobnic, ga ločijo od drugih arheoloških najdišč. Po pravici si zaslužil vzdevek »prestolnica spomenikov« med 4000 arheološkimi najdišči v Saudovi Arabiji.

## Drugo branje
- Abdul Rahman Ansary; Ḥusayn Abu Al-Ḥassān (2001). The civilization of two cities: Al-ʻUlā & Madāʼin Sāliḥ. Riad: Dar Al-Qawafil. ISBN 9960-9301-0-6. ISBN 978-9960-9301-0-7
- Mohammed Babelli (2003). Mada’in Saleh. Riad: Desert Publisher. ISBN 978-603-00-2777-4. (I./2003, II./2005, III./2006, IV./2009.)

### Video
- The Road to Madain Salah
- Round in Madain Salah : Part1 - Part2 - Part3 -  Part4